# Jelena Lichovtseva
Jelena Aleksandrovna Lichovtseva, född 8 september 1975 i Almaty i Kazakstan, är en rysk högerhänt före detta professionell tennisspelare.

## Tenniskarriären
Jelena Lichovtseva blev professionell spelare på WTA-touren 1992. Hon har till juli 2008 vunnit 3 singel- och 27 dubbeltitlar på touren. Bland meriterna märks 2 titlar i Grand slam-turneringar, båda i mixed dubbel. Hon har också deltagit i ytterligare 7 dubbel/mixed dubbel-finaler i GS-turneringar. Som bäst rankades hon på 15:e plats i singel (oktober 1999) och på tredje plats i dubbel (september 2004). Hon har i prispengar spelat in $6,230,176 amerikanska dollar.  
Hon deltog i det ryska Fed Cup-laget 1995-97 och 1999-2004.

## Spelaren och personen
Jelena Lichovteva föddes i Kazakstan vid Kaspiska havet som dotter till en rysk affärsman och hans hustru. Hon är sedan september 1999 gift med Michael Baranov och bor numera i Moskva.    
Hennes favoritunderlag är hard-court.
Förutom tennis tycker hon om fotboll och ishockey. Hon tycker också om att simma.

## Grand Slam-titlar
- Australiska öppna
  - Mixed dubbel - 2007 (med Daniel Nestor)
- Wimbledonmästerskapen
  - Mixed dubbel - 2002 (med Mahesh Bhupathi)

## ÖvrigaWTA-titlar
- Singel
  - 2004 - Forest Hills
  - 1997 - Gold Coast
  - 1993 - Montpellier
- Dubbel
  - 2007 - Hobart (med Jelena Vesnina)
  - 2006 - Auckland (med Vera Zvonareva) Warszawa (med Anastasija Myskina)
  - 2005 - Gold Coast (med Magdalena Maleeva), Tokyo [Pan Pacific] (med Janette Husarova), Berlin (med Vera Zvonareva), Kolkata (med Anastasija Myskina)
  - 2004 - Gold Coast, Doha (båda med Svetlana Kuznetsova), Linz (med Janette Husarova)
  - 2003 - Hobart (med Cara Black), Hyderabad (med Iroda Tulyaganova)
  - 2002 - Sarasota (med Jelena Dokic)
  - 2001 - Hobart, Hamburg, Rom, Birmingham, San Diego, New Haven (alla med Cara Black), Leipzig (med Nathalie Tauziat)
  - 1999 - Sydney, Strasbourg (båda med Ai Sugiyama), Hilton Head (med Jana Novotna)
  - 1998 - Gold Coast, Luxembourg, Leipzig, Philadelphia (alla med Ai Sugiyama).